# تانتوو
تانتوو (به آلمانی: Tantow) یک شهر در آلمان است که در یوکرمرک واقع شده‌است. تانتوو ۷۴۴ نفر جمعیت دارد.